# Przemysław Oziębała
Przemysław Oziębała (Koziegłowy, 24 agosto 1986) è un ex calciatore polacco, di ruolo attaccante.

## Carriera

### Club
A febbraio del 2007 si trasferisce allo Zagłębie Sosnowiec. Nel mercato invernale del 2008 firma un quinquennale per il Widzew Łódź.

## Palmarès

### Club

#### Competizioni nazionali
- Coppa di Polonia: 1

Raków Częstochowa: 2020-2021